# Pieve di Teco
Pieve di Teco – miejscowość i gmina we Włoszech, w regionie Liguria, w prowincji Imperia.
Według danych na rok 2004 gminę zamieszkiwało 1336 osób, 33,4 os./km².